# Palle Skov Jensen
Palle Skov Jensen (født 18. september 1953 i Odense) er en dansk erhvervsleder og grundlægger af Jensens Bøfhus.
Jensen er uddannet i handel fra Niels Brock og arbejdede et par år i supermarkeder i Tyskland og Canada. I 1970'erne vendte han tilbage til Odense, hvor han indgik i et kompagniskab med faderen. Sammen drev de supermarkedskæden Kypa. Han overtog et nedlagt cafeteria i Rosengårdcentret, men solgte det efter en tid og etablerede discountkæden Bonus Dagligvarer, der med tiden kom op på 14 butikker. Han solgte butikkerne i 1984 til Fakta og etablerede restaurantkæden Bøf España, som i 1990 skiftede navn til Jensen's Bøfhus (fra 2016: Jensens Bøfhus). Udover de 39 familierestauranter har Palle Skov Jensen siden midten af 1990'erne også drevet caféen Franck A i Odenses centrum. 
I 2009 vakte det opsigt, at departementschefen  i Bendt Bendtsens ministertid, i 2007, havde bedt om at få dekoreret Palle Skov Jensen med ridderkorset. Palle Skov Jensen er personlig ven af den tidligere minister. Meget få erhvervsfolk modtager årligt et ridderkors, og først i 2008 fik eksempelvis Peter Straarup, direktør for Danske Bank med 20.000 ansatte, et ridderkors. Endnu færre restauratører er gennem tiden blevet indstillet til denne ære. Palle Skov Jensen modtog 12. marts 2007 ridderkorset og var den 23. april 2007 i audiens hos hendes majestæt Dronning Magrethe for at takke for ordenen.